# Adana
Adana er en by i det sydlige Tyrkiet, og et større landbrugs- og kommercielt center. Byen ligger på Seyhanfloden, 30 km inde i landet fra Middelhavet, i syd-centrale Anatolien. Byen er administrativt center i Adana-provinsen og har 1.663.485(2015) indbyggere, der gør byen til den femte største i Tyrkiet. Adana-Mersin storbyområdet, med en befolkning på over 3 millioner, strækker sig over 70 kilometer fra øst til vest og 25 km fra nord til syd; omfatter byerne Mersin, Tarsus og Adana.
Adana ligger i hjertet af Çukurova, tidligere kendt som Kilikien, et geografisk, økonomisk og kulturelt område, der dækker sydøstkysten af Anatolien: provinserne Mersin, Adana, Osmaniye og Hatay. Med cirka seks millioner indbyggere. Området er hovedsageligt et stort af frugtbart slettelandskab og betragtes som en af de mest produktive landbrugsområder i verden.
Byen er mål for ferierejsende og blev i begyndelsen af august 2006 ramt af terrorbomber.
Bomberne forekom i en serie af terrorsprængninger i tyrkiske feriebyer i 2006, der blandt andet også ramte Antalya og Marmaris .